# Ivo Pogorelić
Ivo Pogorelić też Ivo Pogorelich (ur. 20 października 1958 w Belgradzie) – chorwacki pianista.

## Życiorys
Od siódmego roku życia uczył się gry na fortepianie. W latach 1975–1978 studiował w Konserwatorium Moskiewskim u Jewgienija Malinina i Wiery Gornostajewej oraz od 1976 pod kierunkiem gruzińskiej pianistki i pedagoga, arystokratki Alizy Kezeradze. Byli małżeństwem od 1980 aż do jej śmierci w 1996.
Zdobył pierwsze nagrody na międzynarodowym konkursie pianistycznym Casagrande w Terni (Włochy) w 1978 i Konkursie w Montrealu w 1980. Jednak największy rozgłos zyskał za sprawą nagrody, której nie udało mu się zdobyć. W 1980 wystąpił na 10. Międzynarodowym Konkursie Pianistycznym im. Fryderyka Chopina w Warszawie i nie został dopuszczony do finałowego etapu. Jurorka konkursu, argentyńska pianistka Martha Argerich, uznała go za pianistycznego geniusza i na znak protestu zrezygnowała z udziału w jury. Otrzymał na tym konkursie „nagrody pocieszenia” od prywatnych fundatorów, a w Polsce nagrano płytę z jego wykonaniami muzyki Chopina.
W 1981 zagrał po raz pierwszy w nowojorskiej Carnegie Hall oraz zagrał swój pierwszy recital w Londynie. Od tego czasu dał wiele recitali na całym świecie i współpracował z największymi orkiestrami, takimi jak: Bostońska Orkiestra Symfoniczna, Londyńska Orkiestra Symfoniczna, Chicagowska Orkiestra Symfoniczna, Filharmonicy Wiedeńscy, Filharmonicy Berlińscy, Orchestre de Paris i wieloma innymi.
Zaczął nagrywać dla Deutsche Grammophon i w 1982 podpisał z tą wytwórnią płytową kontrakt. Nagrywał dzieła Bacha, Beethovena, Brahmsa, Chopina, Liszta, Mozarta, Musorgskiego, Prokofjewa, Ravela, Scarlattiego, Skriabina i Czajkowskiego.
W 1988 zainaugurował doroczny festiwal swojego imienia w Bad Wörishofen promujący młode talenty i umożliwiający im występy u boku znanych wykonawców. W 1993 powołał do życia międzynarodowy konkurs pod nazwą Ivo Pogorelich International Solo Piano Competition w Pasadenie.
W 1988 zyskał tytuł ambasadora dobrej woli nadawany przez UNESCO. Podczas wojny domowej w Bośni i Hercegowinie zajmował się działalnością charytatywną na rzecz mieszkańców Sarajewa poszkodowanych przez konflikty po rozpadzie Jugosławii.